# سریال (پادکست)
{{Infobox podcast
|title = سریال
|image = Serial podcast logo.png
|caption =
|host = سارا کونیگ
|language = انگلیسی
|website = serialpodcast.org 
|updates = 
- سه‌شنبه صبح
- فصل اول: برنامه هفتگی
- فصل دوم:
- اپیزود ۱تا۳: هفتگی
- اپیزود ۴ تا۱۱: دو هفته یکبار
- فصل سوم: هفتگی

|production = 
- سارا کونیگ
- جولی اسنایدر
- دانا چیویس
- امیلی کاندن

|audio format = پادکست (رسانه جاری یا ام پی تری)
|began = {{|۲۰۱۴|‍۱۰|۳}}
|ended =
|num_seasons =۳
|num_episodes = ۳۲
|runtime = متغیر بین (۲۷-۶۵ دقیقه)
|genre = 
- گزارشگری تحقیقی
- Serialized audio narrative

|cited_for = 2015 Peabody Award
|cited_as = "an audio game-changer"
|provider = WBEZ
}}
سریال (به انگلیسی: Serial)یک پادکست روزنامه‌نگاری تحقیقی است که توسط سارا کونیگ اجرامی‌شود. این برنامه به طور مشترک توسط کونیک و جولی اسنایدر تولید شده است و از ژوئیه ۲۰۲۰ متعلق به نیویورک تایمز است.